# 色彩管理

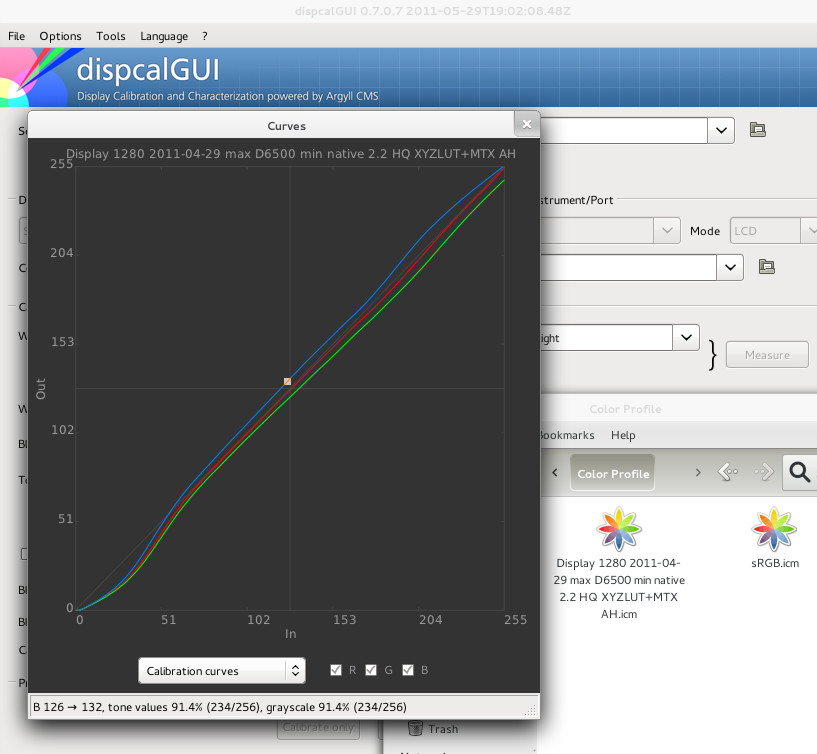
一组色彩校准曲线

色彩管理（英語：Color Management，也称颜色管理）是一种用于在各种数字图像设备（如扫描仪、数码相机、显示器、打印机等）之间进行可控的色彩转换的技术。色彩管理的首要目的是让不同的设备能保持相对统一的色彩表现效果。ICC制定了一套通用文件规范用于在不同操作系统和软件之间进行跨平台的色彩管理。

## 实现方式

### 目的和限制
色彩管理的目标是在目标设备或物料上提供相对于原件最理想的色彩效果，如显示器的色彩管理。或是让用户能预览原件在不同的设备或者物料上的色彩效果，如印前在显示器上模拟印刷后的颜色等。由于不同的设备和物料的固有特性，在绝大多数情况下通过色彩管理是无法得到与原件100%相同的色彩表现效果的。因此色彩管理的校准效果是相对的而不是绝对的。

### 过程
色彩管理的过程主要分为三个主要步骤，合称3C。
- 设备校准（Calibration）
- 特性化（Characterization）
- 色彩转换（Conversion）

设备校准主要是进行灰阶校准（Linearization）以抵消设备本身的伽马校正（Gamma Correction）的影响。
特性指的是设备的色彩表现能力，通称色彩范围（色域）（Gamut）色彩输入和输出仪器以及各类彩色物料（例如油墨、显示器的发光剂和滤光片等）都有一定的色域。特性化过程对设备和物料进行相对于标准色彩空间（如sRGB）的比较测量，并以数学方式记录（Profiling）受测设备的特性，生成设备特性档案，通常是ICC色彩特性文件，以便进行色彩转换。
色彩转换将原件的色彩根据之前的ICC色彩特性文件进行转换，也叫色域转换（Gamut Mapping）以求在目标设备或物料上提供最理想的色彩效果。

## 色彩测量仪器

### 测量参数
色彩测量仪器是用于测量物体的下列参数中的一种或多种数值的光学仪器：
- 反射率（[] 错误：{{Lang}}：无文本（帮助）Reflectance）
- 透射率（Transmittance）
- CIE色度值（如XYZ值）
- 可见光谱(380nm-730nm)
- 辐射亮度（Spectral Radiance）

### 按原理分类
色彩测量仪器包括但不限于以下种类：
- 色温表（Color Temperature meter）
- 测光表（Exposure meter）
- 浓度计（Densitometer）
- 色度计（Colorimeter）
- 光谱光度计（Spectrophotometer）（也称作分光仪）
- 光谱辐射计（Spectroradiometer）

其中色度计常见于业余的显示器校准，这类仪器通过内部红绿蓝滤光片来测得RGB的刺激值，结构简单，价格相对低廉。色度计有滤光片老化后失准、无法准确测量宽色域显示器等缺陷。分光仪通过测量物体表面反射光的光谱来获取读数，比色度计准确且适用范围更为广泛。分光仪的技术较为复杂，价格高昂。有积分球式分光光度计、多角度分光光度计（用于求得镜面反射的物品颜色）等。

### 按用途分类
色彩测量仪器根据用途可被分为三大类：
- 用于测量光源色（Self-Luminance or Emission），测量对象本身发光，如显示器和灯具。
- 用于测量反射稿（Surface Color），测量对象本身不发光，通过反射其他光源发生颜色。如印刷品、打印机。
- 用于测量透射稿（Transmitted Color），测量对象是透光的，如胶片。

## 软件
色彩管理通常是在软件层面完成的，分为校准测量环节、操作系统环节和应用软件环节。

### 校准和测量
校准仪器和进行色彩管理需要专门的软件，测量软件的读取方式和算法对测量的精度影响极大。市面上的色彩校准仪器一般自带有简易的配套软件，但通常功能有诸多限制，测量精度也不高。专业级的商业颜色管理软件价格高昂。在开源软件中Argyll CMS配合其图形化前端DisplayCAL(舊稱dispcalGUI)能实现专业级的设备校准和色彩管理。

### 操作系统
一般来说在设备的操作系统中加载ICC色彩特性文件后，操作系统会按照其中信息将源图像的信息转换成匹配目标设备显示特性的状态。主流的操作系统如Microsoft Windows、Mac OS X和GNU/Linux等都已经内置了对ICC规范的支持。

### 应用软件
图像处理系统如Adobe Photoshop和GIMP为了在不同的显示器和打印输出设备上保持色彩的一致性也内置了独立于操作系统以外的色彩管理模块，通过模拟目标设备的色彩空间的显示来保证编辑时的色彩能在目标设备上得到理想的效果。Mozilla Firefox和Safari等网络浏览器也带有类似的功能。